# Phragmatobia rufextensa
Phragmatobia rufextensa là một loài bướm đêm thuộc phân họ Arctiinae, họ Erebidae.